# メッセレル
スラミフィ・メッセレル（露: Сулами́фь Миха́йловна Мессере́р、1908年8月27日 - 2004年6月3日）は、ロシアのバレリーナ、振付家である。日本のクラシックバレエの基礎を築いた。

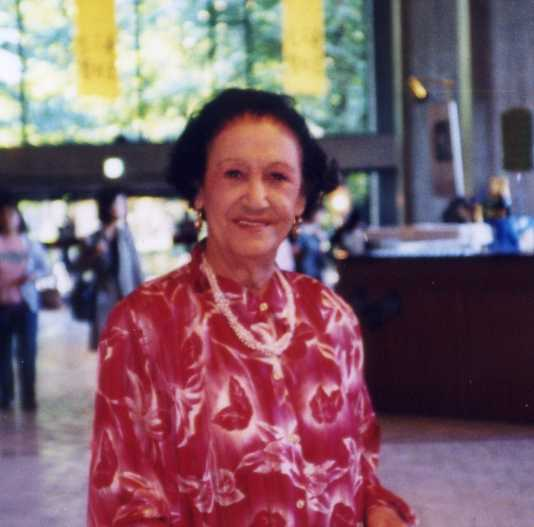
東京文化会館ロビーにて、91歳

## 生涯
1908年8月27日モスクワ生まれ。兄・アサフ・メッセレル、姪・マイヤ・プリセツカヤ、甥がアザーリ・プリセツキーなど、バレエ一家に生まれる。
1926年、ボリショイバレエ学校卒業。同年、ボリショイ・バレエ団に入団し、兄とペアを組み『ドンキホーテ』、『パリの炎』、『バフチサライの泉』などの主役を踊った。また、教師として、姪のマイヤ・プリセツカヤも指導した。
1928年には水泳選手として、スパルタキアードに出場した。自由形50ｍ1位、100ｍ3位、4ｘ100ｍリレー1位（ソ連邦新記録）
1960年、来日。チャイコフスキー記念東京バレエ学校で、2年間、日本人生徒を指導した。その後、ロシアで本間陽子、ロンドンで熊川哲也やヴィヴィアナ・デュランテなど世界各地で後進を育成した。
2004年6月3日ロンドンにて死去。2005年、ロシアで、自伝『記憶の断片』がオリンピア・プレス（スラミフィ・メッセレル著 ISBN 5-94299-066-2）から出版された。

### 受賞歴
- スターリン賞（1947年）
- 勲三等瑞宝章（1996年）
- 大英帝国勲章: デイムの称号(2000年)